# Beskides orientales

Beskids orientales, marcados en color rojo y etiquetados con la letra C

Los Beskides orientales o Beskydes orientales (ucraniano: Східні Бескиди; polaco: Beskidy Wschodnie; Rusyn: Выходны Бескиды; Rumano: Beskizii Orientali; ruso: Восточные Бескиды) son un grupo geológico de cordilleras de los Beskides, dentro de los Cárpatos Orientales Exteriores. Como continuación de los Beskides bajos, esta cadena montañosa incluye el extremo sureste de Polonia, el extremo oriental de Eslovaquia y se extiende hacia el sur a través de partes occidentales de Ucrania, hasta la frontera con Rumanía.
En la terminología polaca y ucraniana, la cordillera se denomina comúnmente "Beskides orientales" (ucraniano: Східні Бескиди; polaco: Beskidy Wschodnie), mientras que en Eslovaquia también se utiliza el término Montañas de la Pradera (eslovaco: Poloniny). El alcance de estos términos varía según las distintas tradiciones y clasificaciones.
En la triple frontera, partes de los montes eslovacos de Bukovec (eslovaco: Bukovské vrchy), los montes polacos de Bieszczady (polaco: Bieszczady Zachodnie) y el adyacente "Parque Natural Nacional de Uzhansky" y el Parque Paisajístico Regional de Nadsiansky, en Ucrania, forman la Reserva de la Biosfera transnacional de los Cárpatos Orientales.

## Subdivisiones

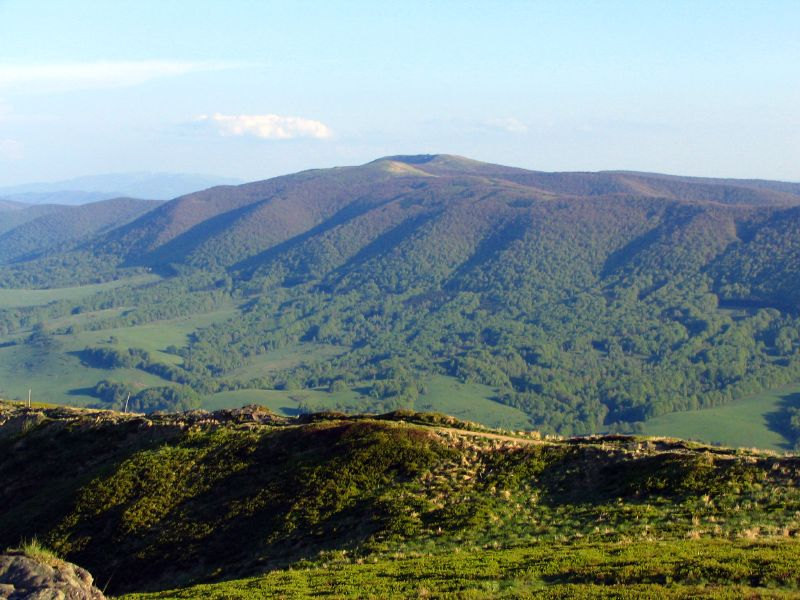
Montes polacos de Bieszczady, Polonia

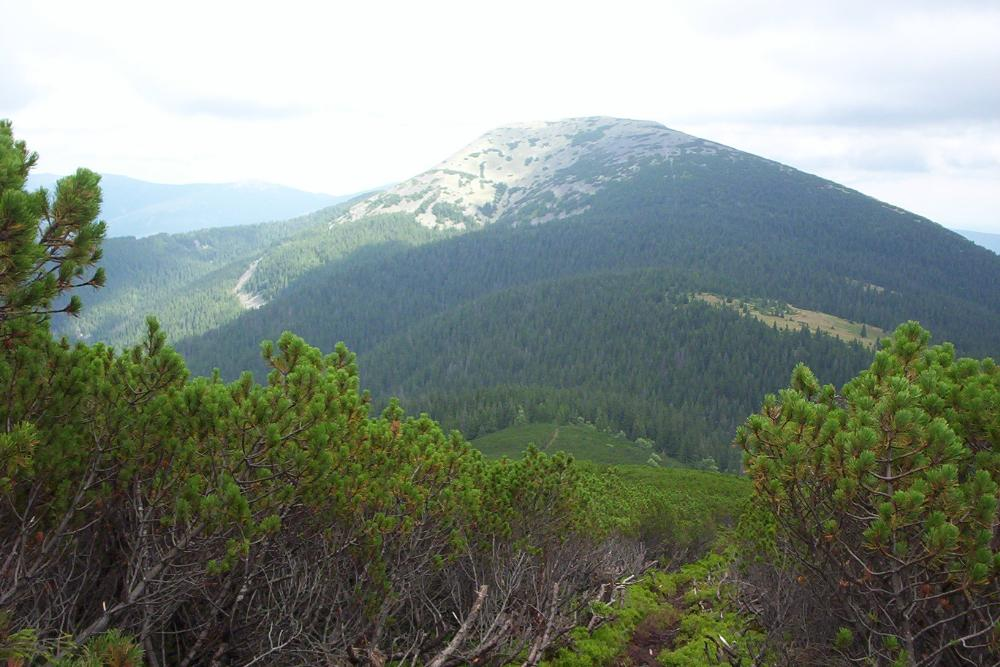
Grofa, cordillera Gorgany

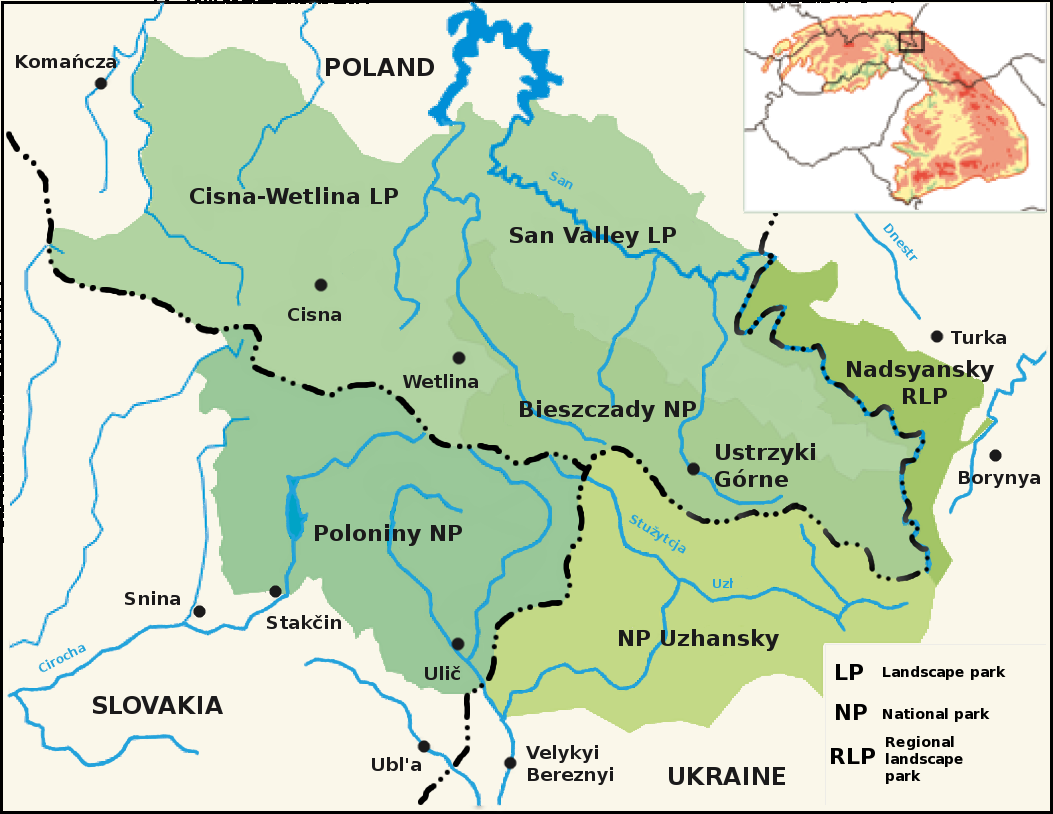
Reserva de la Biosfera de los Cárpatos del Este

Los Beskides orientales se dividen comúnmente en dos crestas paralelas: Beskides boscosos y Beskides poloninos
Beskides boscosos (PL: Beskidy Lesiste; UA: Лісисті Бескиди):
- Montañas Bieszczady (PL: Bieszczady; UA: Бещади) → c1
  - Western Bieszczady (PL: Bieszczady Zachodnie; UA: Західні Бещади) principalmente en Polonia y Eslovaquia, incluidas las montañas Bukovec (SK: Bukovské vrchy)
  - Este de Bieszczady (PL: Bieszczady Wschodnie; UA: Східні Бещади), principalmente en Ucrania
- Montañas Sanok-Turka (PL: Góry Sanocko-Turczańskie; UA: Верхньодністровські Бескиди / Verkhnodnistrovski Beskydy ) → c3
- Beskides Skole  (PL: Beskidy Skolskie; UA: Сколівські Бескиди) → c2
- Gorgany (PL: Gorgany; UA: Ґорґани) → c4
- Beskides de Pokuttia-Bucovina  (PL: Beskidy Pokucko-Bukowińskie; UA: Покутсько-Буковинські Карпати / Pokutsko-Bukovinski Karpaty ) → c5

Beskides poloninos (PL: Beskidy Połonińskie; UA: Полонинські Бескиди):
- Smooth Polonina (PL: Połonina Równa; UA: Полонина Рівна) → c6
- Polonina Borzhava (PL: Połonina Borżawska; UA: Полонина Боржава) → c7
- Polonina Kuk (PL: Połonina Kuk; UA: Полонина Кук) → c8
- Polonina roja (PL: Połonina Czerwona; UA: Полонина Красна) → c9
- Svydovets (PL: Świdowiec; UA: Свидівець) → c10
- Chornohora (PL: Czarnohora; UA: Чорногора) → c11
- Montañas Hrynyavy (PL: Połoniny Hryniawskie; UA: Гриняви) → c12